# シンガポール地下鉄C151形電車

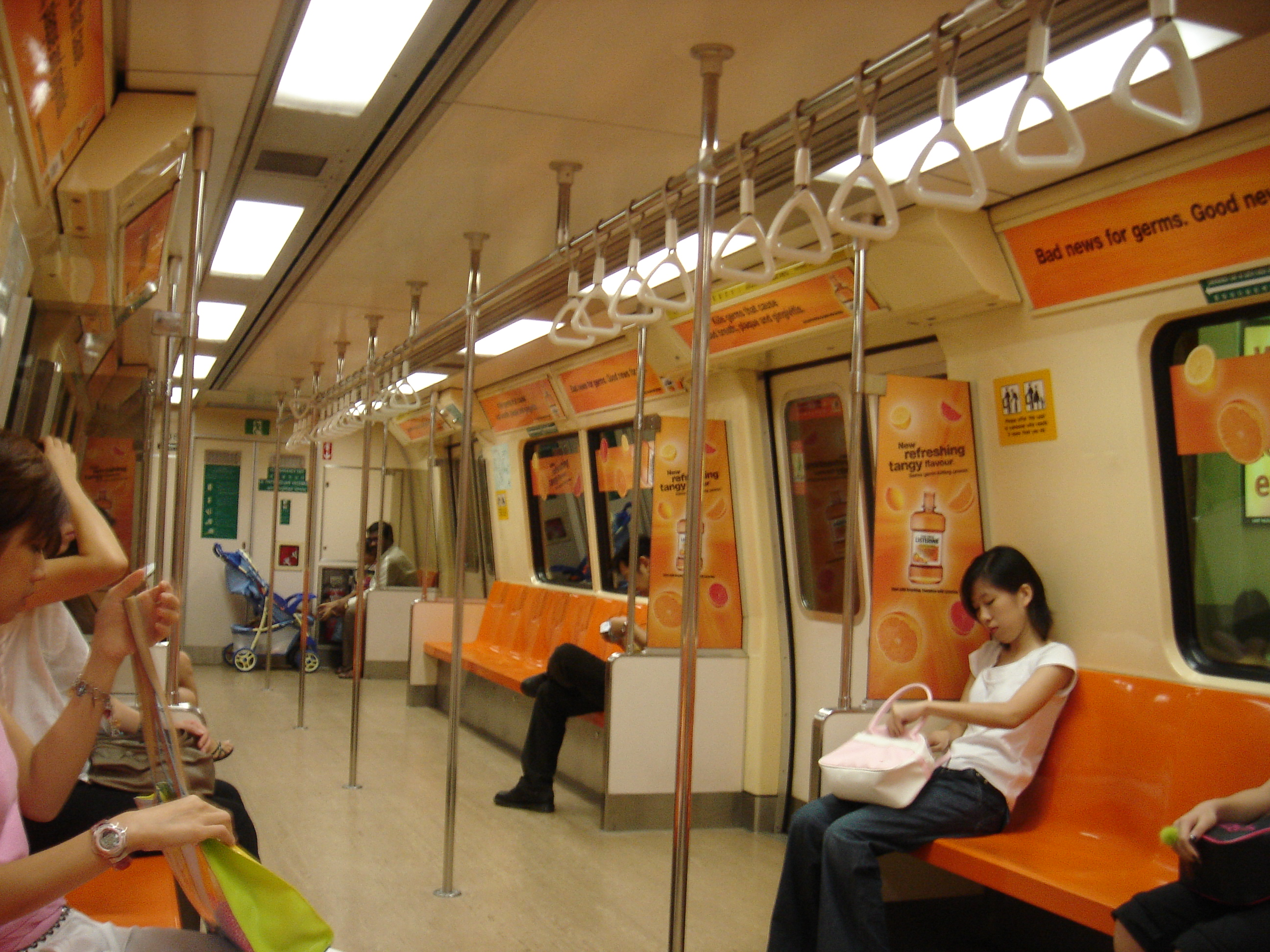
未更新車両の内装

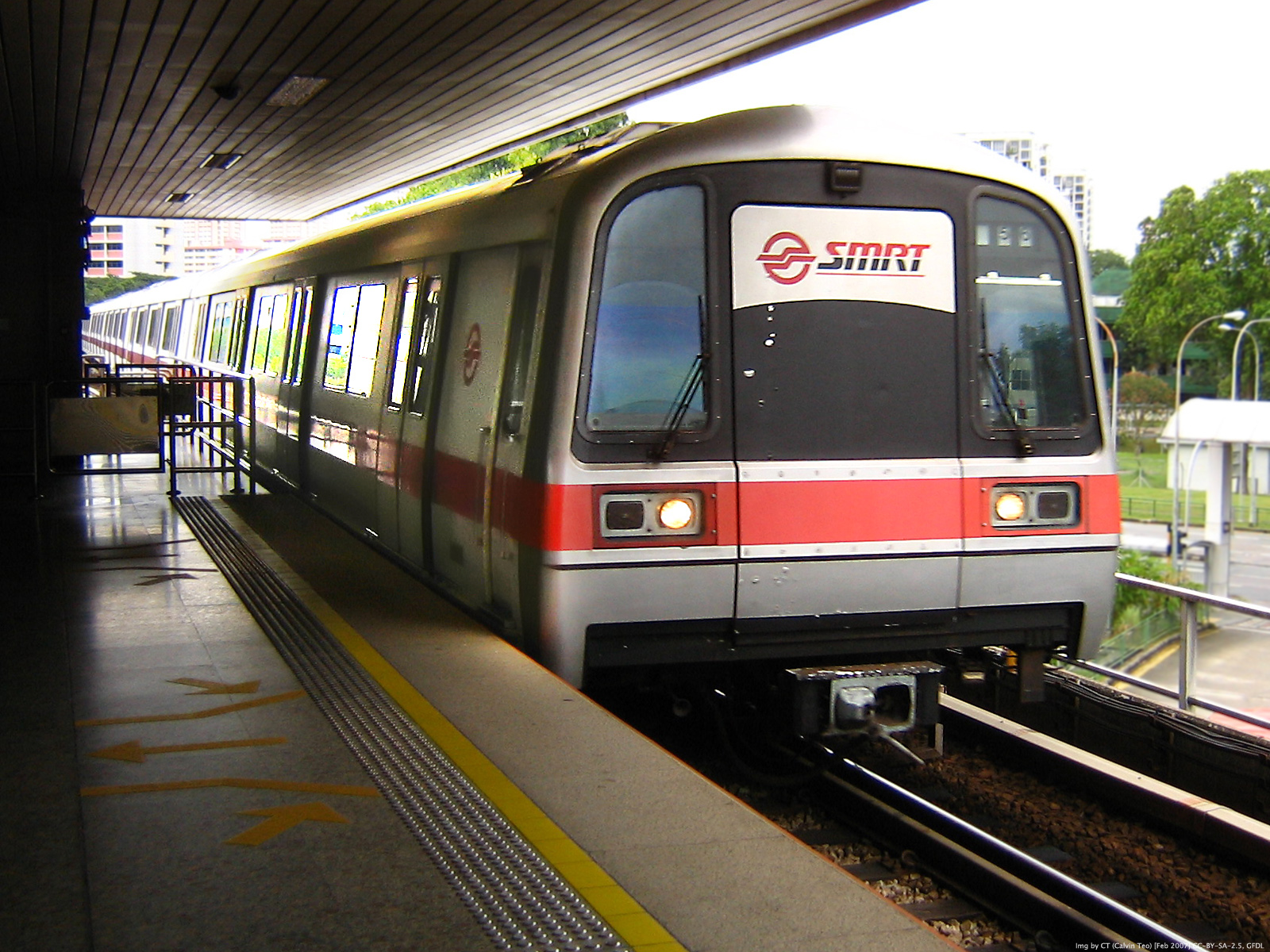
更新前の車両

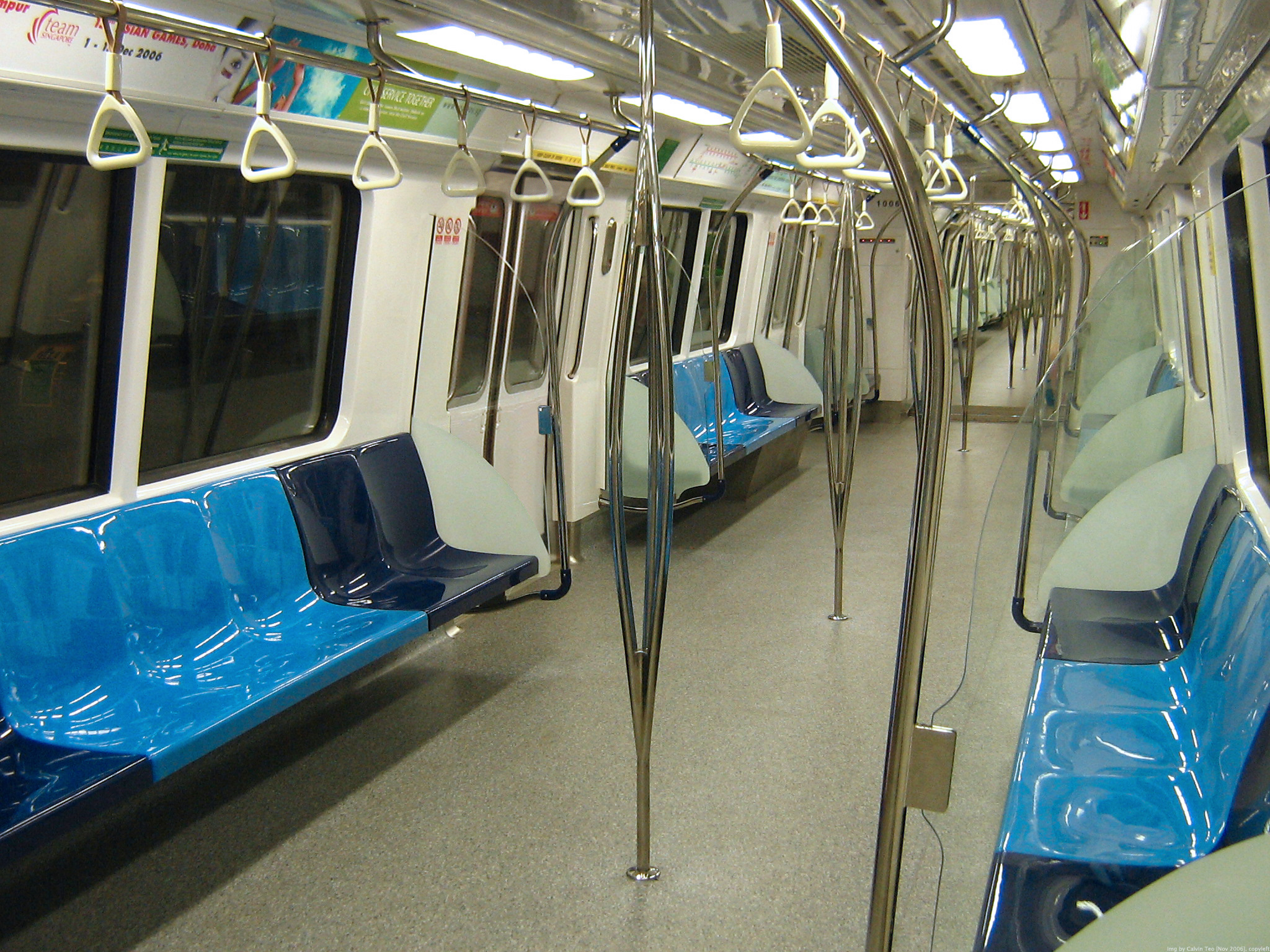
更新済車両の内装

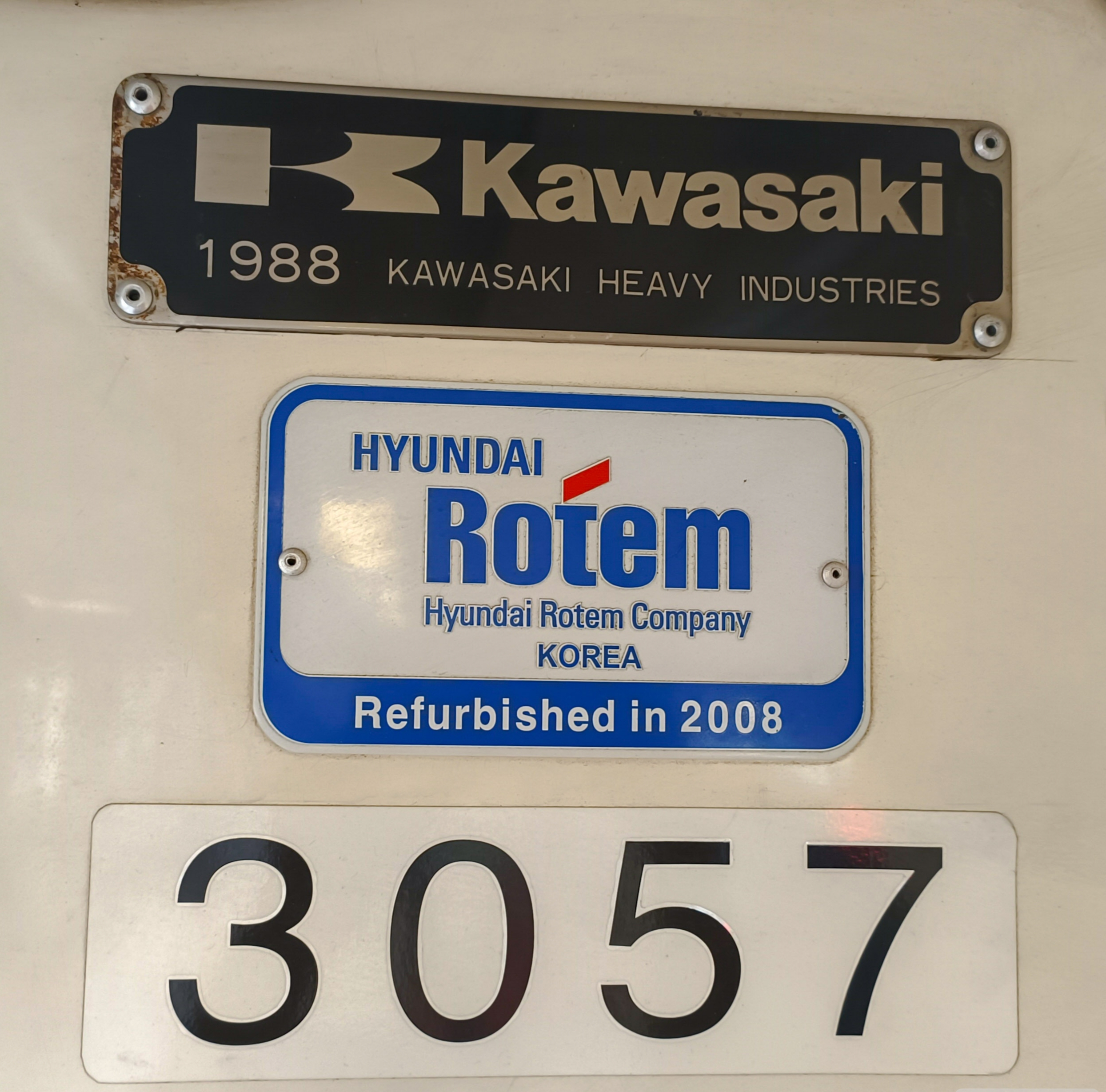
C151系電車の川崎重工業ビルドプレート

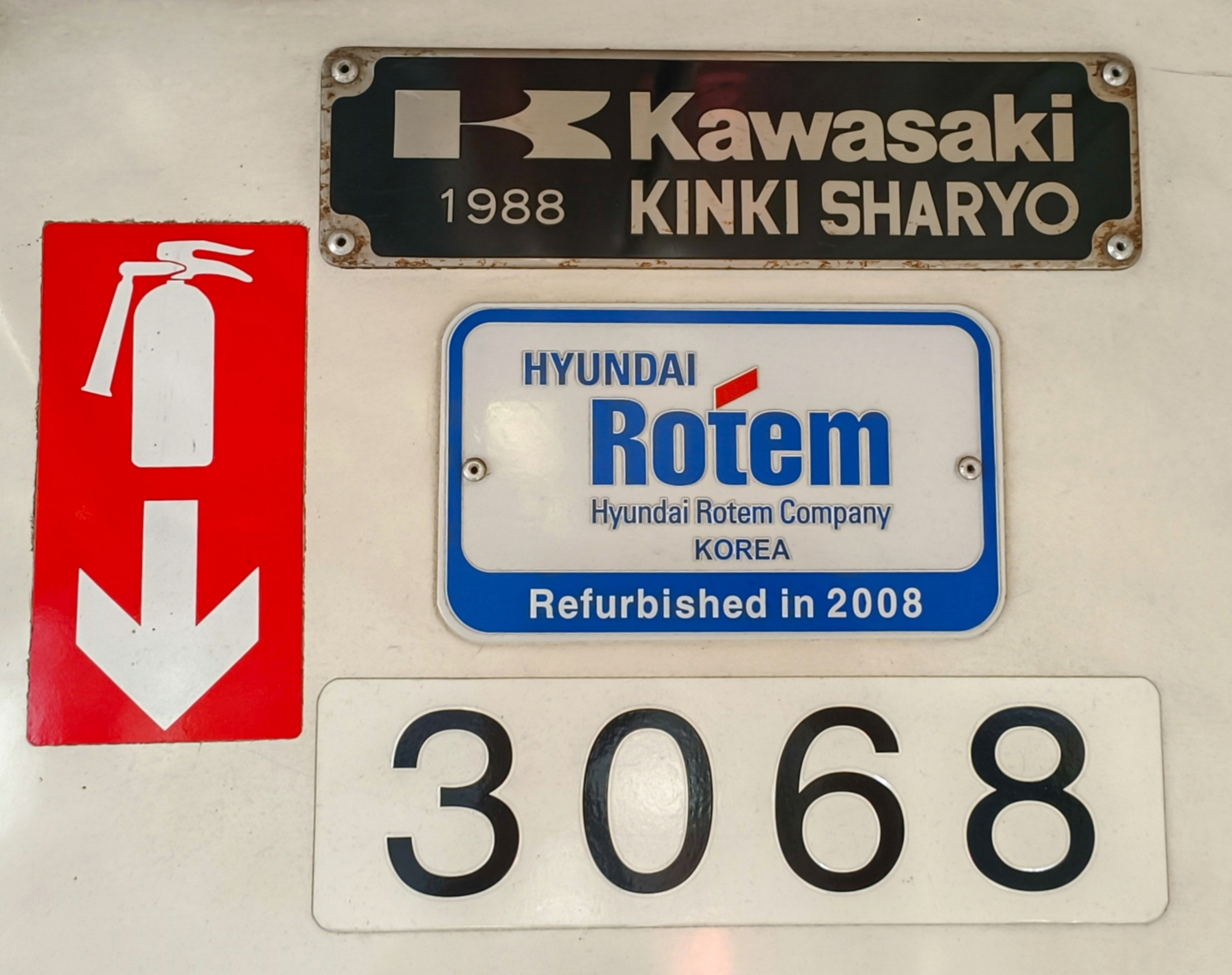
C151系電車の川崎重工業・近畿車輛ビルドプレート

シンガポール地下鉄C151形電車（シンガポールちかてつC151がたでんしゃ）はシンガポール地下鉄（MRT）の通勤形電車である。1987年の開業以来の車両で、今もなお運用中である。

## 概要
本車両は川崎重工業（川重）を中心とした日本の企業連合で製造しており、川重の他に日本車輌製造、東急車輛製造、近畿車輛が参加し1986年から1989年にかけて3回に分けて計396両が納入されたが、性能等に差異はない。現在東西線、南北線で運用されている。また、2009年に全車車体更新を受けた。

### 内装
客用扉は両開き片側4扉、外吊扉で戸袋窓は無い。扉部分など車体中央にスタンションポールがある。吊革は東京メトロ等で使用されている3角形が採用されている。座席はプラスチック製のロングシートである。車内案内表示器は設置されていないが、車内放送は自動化されている。車体はアルミ製のダブルスキン構造となっている。

### 編成
通常は2M1Tの3両のユニット2つで6編成で運用されておりTc - M - Mc - Mc - M - Tcとなっている。付番は4桁の数字でされており、千の位が号車番号で3は必ず付随車に充てられている。その他はユニット番号になっている。33番ユニットと34番ユニットの編成の場合、3033 - 1033 - 2033 - 2034 - 1034 - 3034となる。

## 更新
2009年迄に396両全車が車体更新を受ける予定である。これらにかかる資金は1億4270万シンガポールドル。この更新はシートやほかの内装も含み、車椅子用のスペースや車両情報設備、車内の見た目も更新される。
更新された車両の外装は、今までアルミの色だった車体は白がベースになりシンガポール地下鉄C751B形電車によく似た風貌をしている。シートの色も変更され、1,6両目は赤、2,5両目は青、3,4両目は緑になり、すべてのシートの端2席分は濃い色にされ、優先座席になった。また、一つ一つの座席の幅も43cmから48cmに広くなり、今までの1シート9人掛けに対して2座席減の7人掛けになった。それに伴い立って乗るスペースが拡大された。

## VVVF化
2015年より、制御装置をチョッパ制御からVVVF制御へ換装する工事が行われている。
VVVFは、東芝製の1C1M制御のものとなり、モーターには同社製の永久磁石同期電動機（PMSM）が採用されている。